# بومبا (تعمية)
بومبا (بالبولندية:Bomba) أو قنبلة التعمية (بالبولندية:Bomba kryptologiczna) هي آلة خاصة تم تصميمها خصيصًا في أكتوبر 1938 من قبل عالم التعمية ماريان رييفيسكي الذي كان يعمل في مكتب التعمية البولندي من أجل كسر لاستخراج معمى آلة إنجما الألمانية.
لقد كانت الطريقة المتبعة في آلة الإنجما في أن أول ثلاثة حروف من النص المُعَمَّى هي ذاتها ثاني ثلاثية حروف، واعتقد الألمان أن هذا إجراءٌ آمن، إلا أنها في الواقع كانت خطأ فادحاً في طريقة التعمية. وبمعرفه هذه المعلومة كان من الممكن للرياضياتي البولندي ماريان رييفيسكي تحديد التوصيلات الداخلية لآلة إنجما وبالتالي استنتاج البنية المنطقية للجهاز.